# Herwig Baier (Sonderpädagoge)
Herwig Baier (* 6. Juni 1935 in Lubenz/Lubenec) ist ein deutscher Sonderpädagoge und Hochschullehrer.

## Leben und Wirken
Nach seiner Reifeprüfung 1956 in Amberg/Oberpfalz absolvierte er zunächst eine Ausbildung am Institut für Lehrerbildung in Regensburg und legte die beiden Staatsexamen hierfür 1958 bzw. 1961 ab. Nach kurzer Zeit im Schuldienst in Erlangen studierte er dann an der Universität München Sonderpädagogik und ließ sich in der Zeit von 1963 bis 1964 als Sonderschullehrer ausbilden und war dann als Dozent in der Ausbildung von Sonderschullehrern tätig. Neben dem Schuldienst setzte er sein Studium u. a. in den Fächern Pädagogik und Psychologie an den Universitäten München und Erlangen fort und promovierte 1969 bei Werner Loch an der Universität Erlangen-Nürnberg. Von 1970 bis 1973 war er dann als Dozent an der Pädagogischen Hochschule Heidelberg tätig. Im Jahre 1973 wurde er auf einen Lehrstuhl für Sonderpädagogik an der Universität München berufen. 2000 wurde er emeritiert.
Baier veröffentlichte vor allem auf dem Gebiet der Lernbehindertenpädagogik. Im Jahre 2018 wurde ihm das Bundesverdienstkreuz am Bande verliehen. 1984 wurde er Mitglied der Sudetendeutschen Akademie der Wissenschaften und Künste.

## Schriften (Auswahl)
- Das Freizeitverhalten und die kulturellen Interessen des Volksschullehrers. Schindele, Neuburgweier 1972 (= Dissertation Universität Erlangen-Nürnberg).
- (Hrsg., mit Gerhard Klein): Aspekte der Lernbehindertenpädagogik. Marhold, Berlin-Charlottenburg 1973, ISBN 3-7864-0318-X.
- (Hrsg.): Beiträge zur Behindertenpädagogik in Forschung und Lehre. Schindele, Rheinstetten 1976, ISBN 3-88070-062-1.
- Empirische Lernbehindertenpädagogik. Marhold, Berlin 1978, ISBN 3-7864-0319-8.
- (Hrsg.): Unterricht in der Schule für Lernbehinderte. Auer, Donauwörth 1978, ISBN 3-403-00899-1.
- (Mitautor): Brennpunkt Sonderschule. Verband Bildung und Erziehung, Bonn-Bad Godesberg 1978.
- (Hrsg.): Die Schule für Lernbehinderte. Organisatorische Fragen pädagogisch gesehen. Marhold, Berlin 1980, ISBN 3-7864-0320-1.
- Einführung in die Lernbehindertenpädagogik. Kohlhammer, Stuttgart 1980, ISBN 3-17-005626-3.
- (Hrsg., mit Ulrich Bleidick): Handbuch der Lernbehindertendidaktik. Kohlhammer, Stuttgart 1983, ISBN 3-17-008144-6.
- (Hrsg., mit Gerhard Klein): Spektrum der Lernbehindertenpädagogik. Einführende Texte. Auer, Donauwörth 1984, ISBN 3-403-01509-2.
- (mit Günther Heil): Unterrichtsorganisation an Schulen für Behinderte (= Mainzer Beiträge zur Sonderpädagogik, Bd. 7). Lang, Frankfurt/M. 1988, ISBN 3-631-40488-3.
- (mit Irmgard Lamprecht): Integration vertriebener Behinderter in der Bundesrepublik Deutschland unter besonderer Berücksichtigung des Freistaates Bayern. Sudetendeutsche Akademie der Wissenschaft und Künste, München 1992.
- (mit Walter Frank): Sonderschullehrer / Sonderschullehrerin (= Blätter für Berufskunde, Bd. 3, 3 A 02). Bertelsmann, Bielefeld 1997.
- Deutsche Sonderschulen und deutsche sozialpädagogische Einrichtungen in Böhmen, Mähren-Schlesien und der Slowakei bis 1945. Eine Dokumentation (= Münchener Beiträge zur Sonderpädagogik, Bd. 18). Lang, Frankfurt/M. 1998, ISBN 3-631-33197-5.
- Bibliographie zur Geschichte der Sonderpädagogik und des Sonderschulwesens in den böhmischen Ländern, deutsch-tschechisch, tschechisch-deutsch (= Münchener Beiträge zur Sonderpädagogik, Bd. 24). Lang, Frankfurt/M. 2001, ISBN 3-631-38464-5.
- KIndheit ohne Kind zu sein. Gedanken zu und Erinnerungen an eine angstbesetzte Kindergarten- und Grundschulzeit eines Lehrerbuben im Egerland. Preußler, Nürnberg 2005, ISBN 3-934679-15-3.